# Eclipsa de Lună din 23 martie 2016
O eclipsă de Lună prin penumbră a avut loc în ziua de 23 martie 2016, fiind prima din seria de trei eclipse de Lună din anul 2016.
A fost cea de-a 18-a eclipsă din seria Saros 142, având la faza maximă magnitudinea penumbrală de  0,7747. Faza maximă s-a produs la ora 11:47:12 UTC (13:47:12 Timpul Legal Român). Eclipsa s-a produs în urmă cu 8 ani, 350 zile.

## Vizibilitate
Eclipsa a fost vizibilă din estul Asiei, Australia și din cea mai mare parte a Americilor.
|                                                           |
| Vedere de pe Lună a Pământului la faza maximă a eclipsei. |

## Eclipse asemănătoare
Această eclipsă este una dintre cele patru eclipse de Lună dintr-o serie de scurtă durată la nodul ascendent al orbitei Lunii.